# Jakob Schalcher
Jakob Schalcher – szwajcarski strzelec, medalista mistrzostw świata.
Był związany z gminą Schönenwerd. Podczas krajowych zawodów wystąpił w jednej z konkurencji już w 1898 roku. Zwyciężył podczas zawodów krajowych w latach 1906 i 1910.
Podczas swojej kariery Schalcher zdobył dwa medale na mistrzostwach świata. Dwukrotnie zajął drugie miejsce w pistolecie dowolnym z 50 m drużynowo. Po raz pierwszy dokonał tego na zawodach w 1906 roku, gdzie osiągnął wynik 501 punktów, co było drugim rezultatem w zespole (skład: Konrad Stäheli, Jakob Schalcher, Karl Hess, Louis Richardet, Conrad Karl Röderer). Na turnieju w 1907 roku uzyskał 472 punkty, co tym razem było przedostatnim osiągnięciem w drużynie (skład: Mathias Brunner, Karl Hess, Jakob Schalcher, Konrad Stäheli, Caspar Widmer). 

## Medale mistrzostw świata
Opracowano na podstawie materiałów źródłowych:
| Mistrzostwa   | Konkurencja                       | Wynik                             | Miejsce |
| ------------- | --------------------------------- | --------------------------------- | ------- |
| Zurych 1906   | Pistolet dowolny, 50 m, drużynowo | 2422 pkt. (druż.) 501 pkt. (ind.) |         |
| Mediolan 1907 | Pistolet dowolny, 50 m, drużynowo | 2395 pkt. (druż.) 472 pkt. (ind.) |         |